# Ajlun (gouvernement)
Het district Ajlun (Arabisch:محافظة عجلون, ‘Ajlūn) is een van de twaalf gouvernementen waarin Jordanië is verdeeld. De hoofdstad is Ajlun. Het district heeft 118.496 inwoners.

## Nahias
Ajlun is verdeeld in twee onderdistricten (Nahia):
1. Ajlun
2. Kofranjah

Ajlun · Amman · Akaba · Balka · Irbid · Jerash · Kerak · Ma'an · Madaba · Mafrak · Tafilah · Zarka